# ノースカロライナ州の歴史
ノースカロライナ州の歴史（ノースカロライナしゅうのれきし、英:History of North Carolina）では、現在のアメリカ合衆国ノースカロライナ州に、イギリス人が植民地を建設し始めてからの歴史を概説する。

## イギリスによる植民地化
ノースカロライナ植民地は、ほぼ当初からサウスカロライナ植民地とは異なる発展をした。1689年には既に、カロライナ植民地の領主達がケープフェアから北と東に拡がる地域の植民地に別の知事を指名した。1712年までに、「ノースカロライナ」という言葉が一般に使われていた。1728年、ノースカロライナとバージニアを分ける境界線が調査された。1729年までに、イギリス王室は当初の領主8人のうち7人から植民地を買い上げ、ノースカロライナ植民地を王室領植民地とした。
売却を拒んだ領主は第2代グランヴィル伯爵ジョン・カートレットであり、1744年にノースカロライナの北半分に相当する広大なグランビル地区の権利を受けた。これはバージニアやペンシルベニアからノースカロライナへ向けた移民の波が大きくなり始めた時期と一致していた。18世紀中頃の移民の多くはスコッツ・アイリッシュあるいはドイツ人の子孫で農民であった。アメリカ独立戦争の前夜、ノースカロライナは北アメリカのイギリス植民地の中でも成長速度の最も速いところであった。ピードモント地区の小規模家族農園は、裕福な農園主が奴隷を使ってタバコや米を栽培する海岸地域のプランテーション経済とはっきりと対照をなしていた。1760年までに、奴隷にされたアフリカ人人口はノースカロライナ人口の4分の1に相当し、海岸地域に集中していた。
1760年代後半、ピードモント地区の農夫と海岸地域の農園主との間の緊張関係が高まり、世直し運動が起こった。現金をほとんど持たない内陸部農夫の多くは、税金を独力で払えないことがわかり、その結果自分達の財産は抵当として押さえられていることに不満を抱いた。ウィリアム・トライアン総督がニューバーンに建てた新しい総督邸宅に贅を尽くしたので、農夫達の不満を増大させることになった。西部の地区は植民地議会で人口に比例した数の議員を送ることができていなかったので、農夫達が法的な手段で改善を図ることは困難であった。最終的に憤懣を募らせた農夫達が武器を取って立ち上がり、ヒルズボロの裁判所を閉鎖した。トライアンはこの地域に軍隊を送って、1771年5月のアラマンスの戦いで世直し家達を打ち破った。

## アメリカ独立戦争におけるノースカロライナ
裕福な海岸地域の開拓者達は世直し家達に反対したものの、彼らもまた1760年代にイギリス政府に対する不満が募っていた。1776年春、ノースカロライナの人々が植民地会議の第4会期に集い、イギリスからの独立宣言に同一歩調を取るために第二次大陸会議に送る植民地代表に権限を与える一組の決議、ハリファックス決議を起草した。1776年11月、ノースカロライナの代議員がハリファックスに集まり、新しいノースカロライナ憲法を書いた。この憲法は1835年まで有効であり続けた。
独立戦争の初期はノースカロライナでも武力行動があったが、1780年から1781年にこの地域が戦いの焦点になった。大陸軍の将軍ナサニエル・グリーンは、1781年3月のギルフォード郡庁舎の戦いで、チャールズ・コーンウォリス指揮下のイギリス軍とまみえた。
1787年に起草されたアメリカ合衆国憲法はノースカロライナで議論を呼んだ。1788年7月にヒルズボロで会した代議員達は、それが連邦党の主導に寄りすぎているという理由で否決した。代議員達は結局考えを変えるように説得されたが、これにはジェイムズ・アイアデルとウィリアム・デイビスの苦労を厭わない努力も効あったが、権利章典が制定されるという見込も効いていた。一方裕福な邦内北東部の住人は概して提案された憲法を支持しており、邦内残りの地域の者が共同歩調を取らなければ、合衆国から脱退すると脅した。2回目の憲法批准会議はファイエットビルで1789年11月に開催され、11月21日、ノースカロライナはアメリカ合衆国憲法を批准した12番目の州になった。
ノースカロライナ州は1835年に新しい州憲法を採択した。大きな変更点の一つは州知事を直接選挙で選ぶことにしたことであり、その任期も2年間とした。これ以前の憲法では州知事は議会によって選ばれ、任期は1年間であった。当時の州議会議事堂は1840年に完成した。
1845年から1849年までアメリカ合衆国大統領を務めたジェームズ・ポークはノースカロライナ州で生まれた。1829年から1837年まで大統領を務めたアンドリュー・ジャクソンは、サウスカロライナ州の生まれである可能性が強いが、ノースカロライナ州生まれであるという主張もある。

## 南北戦争、レコンストラクションおよび権利の剥奪
ノースカロライナ州はプランテーション経済の州として、長い間奴隷制が布かれてきた。植民地時代以来、有色の自由民であったバージニアのアフリカ系アメリカ人移民を多く受け入れてきてもいた。彼らは辺境の地に入植する傾向があり、隣人との関係もうまくいっていた。1835年までは、自由アフリカ系アメリカ人は州内で選挙権を持っていた。1860年の国勢調査で、629,942人の白人と361,544人の黒人がおり、黒人のうち約3万人が自由人であった。
問題を孕んだ1860年アメリカ合衆国大統領選挙で、ノースカロライナ州の選挙人は、頑固な奴隷制支持者であり、その「特有の制度」を合衆国の西部領土まで拡げることを望んだ南部民主党のジョン・ブレッキンリッジに投票した。ブレッキンリッジはアップランドサウスの多くを制した立憲連合党の候補者ジョン・ベルをノースカロライナ州では破った。
ブレッキンリッジが制した州の大半とは対照的に、ノースカロライナ州は共和党のエイブラハム・リンカーンが大統領選挙に勝利することが明らかになっても、合衆国から脱退することを躊躇していた。実際にノースカロライナ州は1861年5月20日まで脱退せず、サムター要塞の陥落と、アップランドサウスの先導者バージニア州の脱退に続くことになった。ノースカロライナ州はアメリカ連合国に加盟して合衆国を離れた11州の最後の州だった。
多くのノースカロライナ州市民、特に奴隷をほとんどあるいは全くもっていない自作農は連合国を支持しなかった。南北戦争中も徴兵忌避、逃亡および納税忌避が日常にあった。北軍が南部の港を封鎖し、連合国の輸送体系を壊したことで、戦中の悪性インフレが課したようにノースカロライナ州の住人には重い負荷になった。1863年春、ノースカロライナ州では（ジョージア州と同様に）食品価格の上昇に反対する暴動が起こった。

### レコンストラクション
レコンストラクションの間、アフリカ系アメリカ人指導者達は自由人階級からも北部からの移民達の間からも現れた。これらの者の多くは奴隷制から逃亡し、州内に帰ってくる前にそこそこの教育を受けていた。しかし概して、州内のアフリカ系アメリカ人の大半と白人の約3分の1は文盲が一つの問題であった。
北部から多くの白人がノースカロライナ州に移住してきて働き投資した。州内でカーペットバッガーに対する反感は強かったが、憲法制定会議の代議員133人のうち、北部のカーペットバッガーは18人、アフリカ系アメリカ人は15人に過ぎなかった。ノースカロライナ州は、新しい州憲法を批准した後で、1868年に合衆国への再加盟を認められた。新憲法には公的教育を確立し、奴隷制を禁止し、普通選挙を採用する条項があった。また、児童養護施設、公的な慈善活動および州刑務所に関する条項もあった。議会はアメリカ合衆国憲法修正第14条も批准した。
1870年民主党が州内の勢力を回復した。ホールデン知事は社会的権力を使い、クー・クラックス・クランの増長する暴力と戦うことを声高に叫んだ。保守派の者達は知事がユニオン・リーグ（南北戦争中の北部部支援組織）の長であること、人種間の社会的平等を信じていること、および汚職をしていることを攻撃した。しかし、議会が知事を弾劾することを決定すると、州内の暴動（クー・クラックス・クランのの行動）を鎮圧させるために軍隊を使い報酬を払った事だけが問われた。民主党は1871年にホールデンを辞職させた。
1871年のクー・クラックス・クラン法が有効になった後で、アメリカ合衆国司法長官エイモス・T・アカーマンはノースカロライナ州のクー・クラックス・クラン隊員を活発に告発した。1870年代後半、ピードモント地区で白人が黒人の投票を押さえつけようとする暴動の数が増した。

### 権利の剥奪
他の南部州と同様に、白人民主党は権力を回復した後で、白人優越主義を再確立するために動いた。それでも、1880年代の地方の役所では黒人が過半数を占める地区から選ばれた黒人の役職者数がピークを迎えた。1894年、農業問題が続いた数年の後で、共和党と人民党の異人種間連衡が成立し、州議会の多数派となった。白人民主党は連衡の破壊を工作し、黒人と貧乏白人の投票権を減らした。
1896年、選挙権登録をより複雑なものにし、選挙人登録簿の黒人を減らすようにした法案を成立させた。1898年、黒人に対する暴力、だましおよび脅しによって彩られた選挙によって、白人民主党は再び議会での勢力を回復した。続いて、1900年には参政権を修正した新憲法を成立させた。その条項では人頭税、読み書き能力試験および同様な仕組みを導入し、1904年までに黒人の有権者を完璧に減らし、同様に多くの貧乏白人の有権者も減らした。当時の報告で、75,000人の黒人男性が投票権を失ったと見積もられている 。1900年、黒人人口は630,207人であり、州内人口の33％に相当した。
議会を支配した白人民主党はジム・クロウ法を通し、公共施設や輸送機関での人種分離を定めた。アフリカ系アメリカ人が再び選挙権を行使し、その他市民としての権利を完全に行使できるようになるまでに60年間以上を要した。黒人は選挙権を無くすことで、世紀の変わり目における政府の活動の場であった地方役職、すなわち保安官、治安判事、陪審員、郡政委員および教育委員会委員に就く機会を全て失った。黒人の参政権を抑圧し、白人優位を確立したことで、人々は直ぐに州内で繁栄していた黒人中流階級の記憶と知識を無くしてしまった。

## 戦後の経済発展
19世紀後半、ノースカロライナ州のピードモント地区では、繊維会社との結びつきを強めて綿糸繊維産業が発展した。製造産業の導入でノースカロライナ州の農業を主とする経済を多様化させることに貢献した。初期の数十年間は、人種差別のためにアフリカ系アメリカ人は繊維産業の職から排除された。
1903年12月17日、ライト兄弟がノースカロライナ州キティホークで最初の飛行を成功させた。
人種差別、権利剥奪および農業の難しさに反応して何十万人というアフリカ系アメリカ人がノースカロライナを離れ、より良い機会を求めて北部に移動した。大移住と呼ばれるこの動きの最初の波は1910年から1940年のことだった。
20世紀初頭、ノースカロライナ州は州経済をさらに強化するために、重要な教育政策と主要道路建設政策を打ち出した。教育政策はチャールズ・エイコック知事が1901年に提唱し、推定でその任期中には1日に1校のわりで学校が造られた。さらにジュリアス・ローゼンウォルド基金の援助を受けた。この基金は1920年代と1930年代に南部中の田舎に、アフリカ系アメリカ人のための何千もの学校を建設するマッチングファンドに貢献した。
州の道路建設政策は、自動車が人気有る輸送機関となってきた1920年代に始まった。20世紀初期の数十年間で、幾つかの主要アメリカ陸軍基地、著名なものでは特殊部隊・空挺部隊の司令部などがあるフォートブラッグがノースカロライナに造られた。町では多くの列車が使えるようになった。

## ニューディール政策以降のノースカロライナ州
1930年代以降の期間、ノースカロライナ州の教育と製造業の中心としての評判は成長し続けた。第二次世界大戦中、ノースカロライナ州はアメリカ軍に向けて多様な製品を供給した。繊維製品については合衆国のどの州よりも多かった。ノースカロライナ州はその優秀な大学でも知られるようになった。主要3大学が州内研究三角形を作っている。すなわちノースカロライナ大学チャペルヒル校（1789年認可、1930年代から大きく拡張）、ノースカロライナ州立大学およびデューク大学（1924年再認可）である。
1931年黒人選挙人同盟が投票権登録を進めるためにローリーで結成された。ローリーには教育を受け、政治的に洗練された黒人中流階級がいた。1946年までにこの同盟は、人種差別の激しい南部で、7,000人の黒人を選挙登録させることに成功した。
アフリカ系アメリカ人のための人種差別撤廃と公民権復活の動きは州全体で続いた。1960年、州内人口の約25％はアフリカ系アメリカ人であり、1,114,907の市民が完全に権利を保障されないままに生活していた。1960年2月1日に、アフリカ系アメリカ人大学生がグリンズボロのウールワースのランチカウンターでシットインを始めた。これがアメリカ南部中で模倣的シットインの波を起こした。学生達は数ヶ月間散発的にシットインを続け、遂に7月25日、ウールワースの店で飲食することを許された。公共施設での差別撤廃が続いた。
南部中の州で活動が続き、アフリカ系アメリカ人の道徳的指導者達が1964年の公民権法と1965年の選挙権法の成立を勝ちとった。州全体でアフリカ系アメリカ人が完全に政治的生活に参加し始めた。1973年10月、クレアレンス・ライトナーがローリー市長に選ばれた。これは一般選挙で選ばれた市長として、最初の黒人市長であり、白人多数の都市で市長に選ばれた最初のアフリカ系アメリカ人でもあった。
1971年ノースカロライナ州としては3回目の改訂州憲法が批准された。この憲法に対する1997年の修正条項で、州知事に大半の法案に対する拒否権を認めた。

### 研究
- James Clay and Douglas Orr, eds., North Carolina Atlas: Portrait of a Changing Southern State (University of North Carolina Press, 1971).
- Crow; Jeffrey J. and Larry E. Tise; Writing North Carolina History University of North Carolina Press, (1979) online
- Fleer; Jack D. North Carolina Government & Politics University of Nebraska Press, (1994) online political science textbook
- Hawks; Francis L. History of North Carolina 2 vol  1857
- Marianne M. Kersey and Ran Coble, eds., North Carolina Focus: An Anthology on State Government, Politics, and Policy, 2d ed., (Raleigh: North Carolina Center for Public Policy Research, 1989).
- Lefler; Hugh Talmage. A Guide to the Study and Reading of North Carolina History University of North Carolina Press, (1963) online
- Hugh Talmage Lefler and Albert Ray Newsome, North Carolina: The History of a Southern State  University of North Carolina Press (1954, 1963, 1973), standard textbook
- Paul Luebke, Tar Heel Politics: Myths and Realities (University of North Carolina Press, 1990).
- William S. Powell, North Carolina through Four Centuries University of North Carolina Press (1989), standard textbook

### 二次史料

#### 1900年以前
- Eric Anderson, Race and Politics in North Carolina, 1872-1901 (Louisiana State University Press, 1981).
- Bolton; Charles C. Poor Whites of the Antebellum South: Tenants and Laborers in Central North Carolina and Northeast Mississippi Duke University Press, 1994
- A. Roger Ekirch, "Poor Carolina": Politics and Society in Colonial North Carolina, 1729-1776 (University of North Carolina Press, 1981)
- Escott; Paul D. Many Excellent People: Power and Privilege in North Carolina, 1850-1900 University of North Carolina Press, (1985) online
- Fenn, Elizabeth A. and Peter H. Wood (1983). Natives and Newcomers: The Way We Lived in North Carolina Before 1770. University of North Carolina Press
- Gilpatrick; Delbert Harold. Jeffersonian Democracy in North Carolina, 1789-1816 Columbia University Press.  (1931)
- Harris, William C. "William Woods Holden: in Search of Vindication." North Carolina Historical Review 1982 59(4): 354-372. ISSN 0029-2494
- Harris, William C.  William Woods Holden, Firebrand of North Carolina Politics. Louisiana State U. Press, 1987. 332 pp.

#### 1900年以降
- Abrams; Douglas Carl; Conservative Constraints: North Carolina and the New Deal University Press of Mississippi, 1992
- Badger; Anthony J. Prosperity Road: The New Deal, Tobacco, and North Carolina University of North Carolina Press, (1980) online
- Gilmore; Glenda Elizabeth. Gender and Jim Crow: Women and the Politics of White Supremacy in North Carolina, 1896-1920 University of North Carolina Press, 1996
- Grundy; Pamela. Learning to Win: Sports, Education, and Social Change in Twentieth-Century North Carolina University of North Carolina Press, 2001
- Key, V. O. Southern Politics in State and Nation (1951)
- Elmer L. Puryear, Democratic Party Dissension in North Carolina, 1928-1936 (University of North Carolina Press, 1962).
- Elizabeth A. Taylor, "The Women's Suffrage Movement in North Carolina", North Carolina Historical Review, (January 1961): 45-62, and ibid. (April 1961): 173-89;
- Weare; Walter B. Black Business in the New South: A Social History of the North Carolina Mutual Life Insurance Company University of Illinois Press, 1993
- Wood; Phillip J. Southern Capitalism: The Political Economy of North Carolina, 1880-1980 Duke University Press, 1986

### 一次史料
- Lindley S. Butler and Alan D. Watson, eds., The North Carolina Experience:An Interpretive and Documentary History (University of North Carolina Press, 1984), essays by historians and selected related primary sources.
- John L. Cheney, Jr., ed., North Carolina Government, 1585-1979: A Narrative and Statistical History (Raleigh: Department of the Secretary of State, 1981)
- Jack Claiborne and William Price, eds. Discovering North Carolina: A Tar Heel Reader (University of North Carolina Press, 1991).
- Memoirs of W. W. Holden (1911) complete text
- Holden, William Woods.  The Papers of William Woods Holden. Vol. 1: 1841-1868. Horace Raper and Thornton W. Mitchell, ed.  Raleigh, Division of Arch. and Hist., Dept. of Cultural Resources, 2000. 457 pp.
- Hugh Lefler, North Carolina History Told by Contemporaries (University of North Carolina Press, numerous editions since 1934)
- H. G. Jones, North Carolina Illustrated, 1524-1984 (University of North Carolina Press, 1984)
- Yearns, W. Buck and John G. Barret; North Carolina Civil War Documentary (University of North Carolina Press, 1980)
- North Carolina Manual, published biennially by the Department of the Secretary of State since 1941.